# Pietro Grosso
Pietro Grosso (Roncade, 1923. december 23. – 1957. október 3.) olasz labdarúgó-középpályás.

## Pályafutása

### Klubcsapatokban
11 szezont játszott (337 mérkőzés, 1 gól) az olasz Serie A-ban a Vicenza, a Triestina, az AC Milan, az AS Roma és a Torino FC csapataiban.

### A válogatottban
Gross 1951. november 25-én mutatkozott be az olasz válogatottban a Svájc elleni mérkőzésen.